# Capanna Cristallina
La Capanna Cristallina è un rifugio alpino situato sull'omonimo Passo di Cristallina, nel comune di Cevio, in Canton Ticino, nelle Alpi Lepontine, a 2.575 m s.l.m. È la capanna più capiente e situata alla più alta quota del Canton Ticino ed una tra le più grandi e frequentate Capanne svizzere.

## Storia
La prima costruzione del 1940 ampliata due volte è stata distrutta da una valanga nel 1999.
Quella nuova, progettata dagli architetti Nicola Baserga e Christian Mozzetti di Muralto, è stata inaugurata nel 2003. 
È una grande costruzione in legno con tetto piatto.

## Caratteristiche e informazioni
La capanna è disposta su tre piani, con refettori per un totale di 120 posti. In assenza del guardiano sono a disposizione due piccoli piani di cottura elettrici, completi di utensili da cucina. I servizi igienici e l'acqua corrente sono all'interno dell'edificio. La capanna è alimentata da corrente elettrica tramite una condotta sotterranea che parte dalle gallerie della centrale idroelettrica di Robiei, nella zona del Lago Sfundau. Il riscaldamento è elettrico. I posti letto sono suddivisi in 17 stanze. Docce a disposizione durante la presenza del guardiano.

## Meteorologia
La regione della Val Bedretto e dell'Alta Valle Maggia sono tra le valli con maggiore caduta di neve dell'Arco Alpino. La loro posizione immediatamente a ridosso del versante sud delle Alpi rende le previsioni meteorologiche molto difficili.

## Accessi
- Ossasco 1.313 m - Ossasco è raggiungibile anche con i mezzi pubblici. - Tempo di percorrenza: 3h 30 min. - Dislivello: 1.200 metri - Difficoltà: T2
- Robiei 1.891 m - Robiei è raggiungibile con la funivia da San Carlo. - Tempo di percorrenza: 2h 30 min. - Dislivello: 700 metri - Difficoltà: T2
- Dighe del Narèt 2.311 m  - Le dighe del Narèt sono raggiungibili in auto. - Tempo di percorrenza: 2h 30 min. - Dislivello: 300 metri - Difficoltà: T2.
- All'Acqua via Ghiacciaio di Valleggia - Tempo di percorrenza: 4h. Difficoltà T3+

## Ascensioni
- Pizzo Cristallina - 2.912 m

Foto

- Poncione di Valleggia - 2.873 m
- Lago Nero (2.387 m) - Tempo di percorrenza: 1,15 ore - Dislivello: -150 metri - Difficoltà: T2.
- Cima di Lago - 2.832 m

## Traversate
- Capanna Basòdino 2 ore
- Capanna Garzonera 5 ore
- Capanna Poncione di Braga 5 ore
- Capanna Corno Gries 6 ore
- Rifugio Maria Luisa (I) 6 ore
- Capanna Leìt 6,30 ore
- Capanna Campo Tencia 7 ore